# Stenknäck
Stenknäck (Coccothraustes coccothraustes) är en stor fink med mycket kraftig näbb. Den beskrevs av Carl von Linné 1758. Stenknäcken häckar i lövskogsområden i stora delar av Europa och tempererade delar av Asien. De nordliga populationerna är flyttfåglar. Arten har på senare tid ökat i antal och vidgat sitt utbredningsområde. IUCN kategoriserar den som livskraftig.

## Utseende och läte

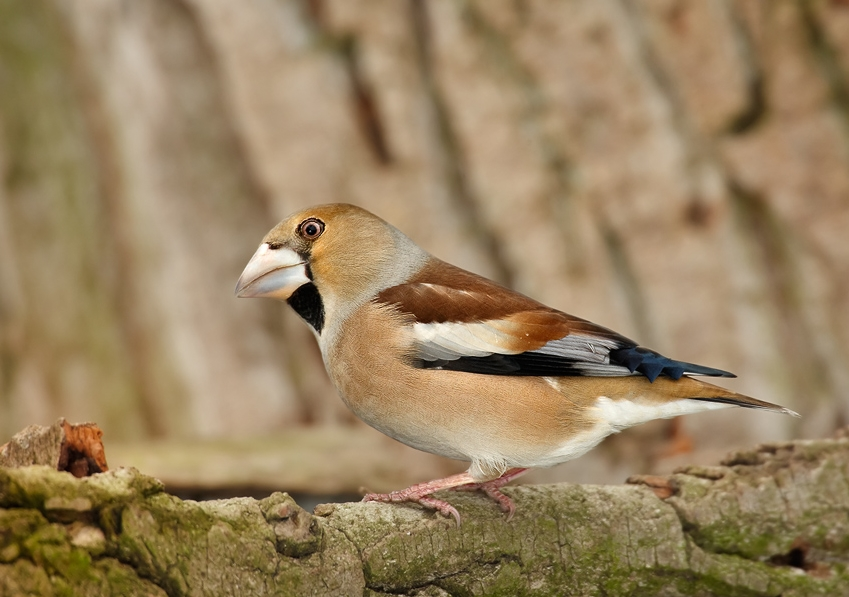
Adult hona i sommardräkt. Notera det grå stråket på armpennorna.

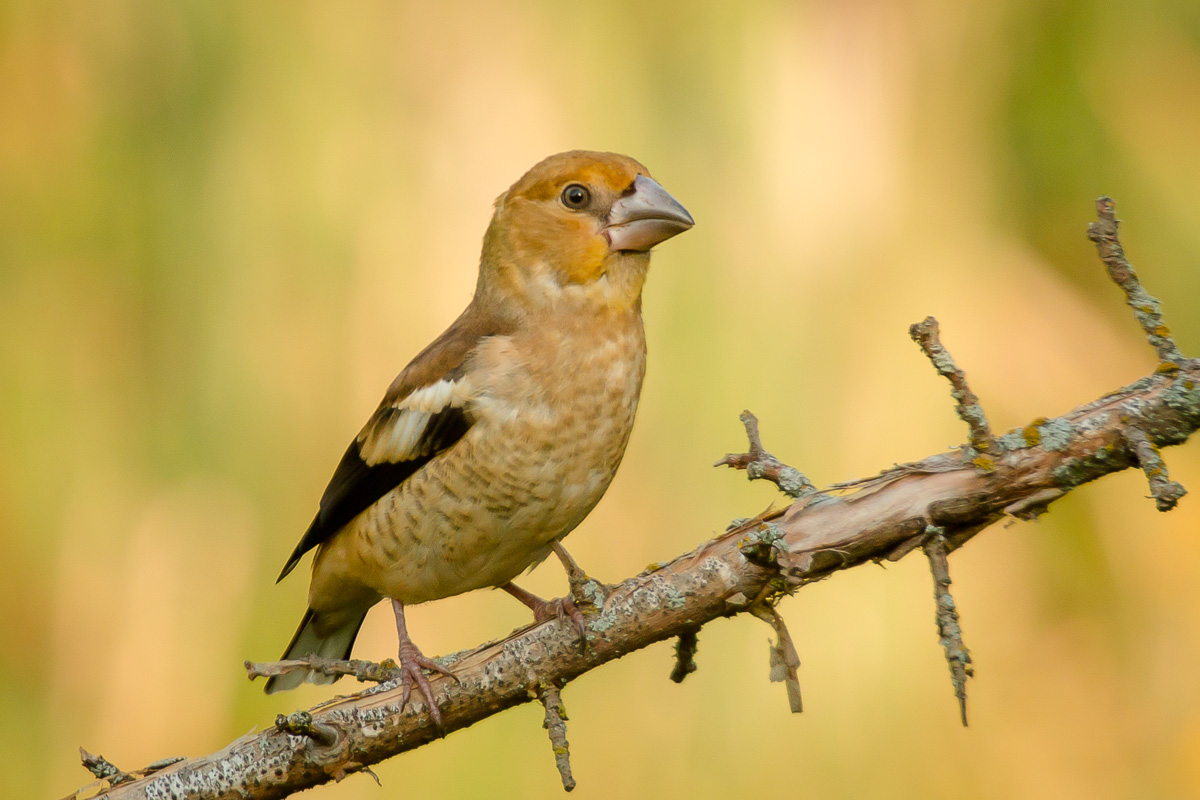
Juvenil.

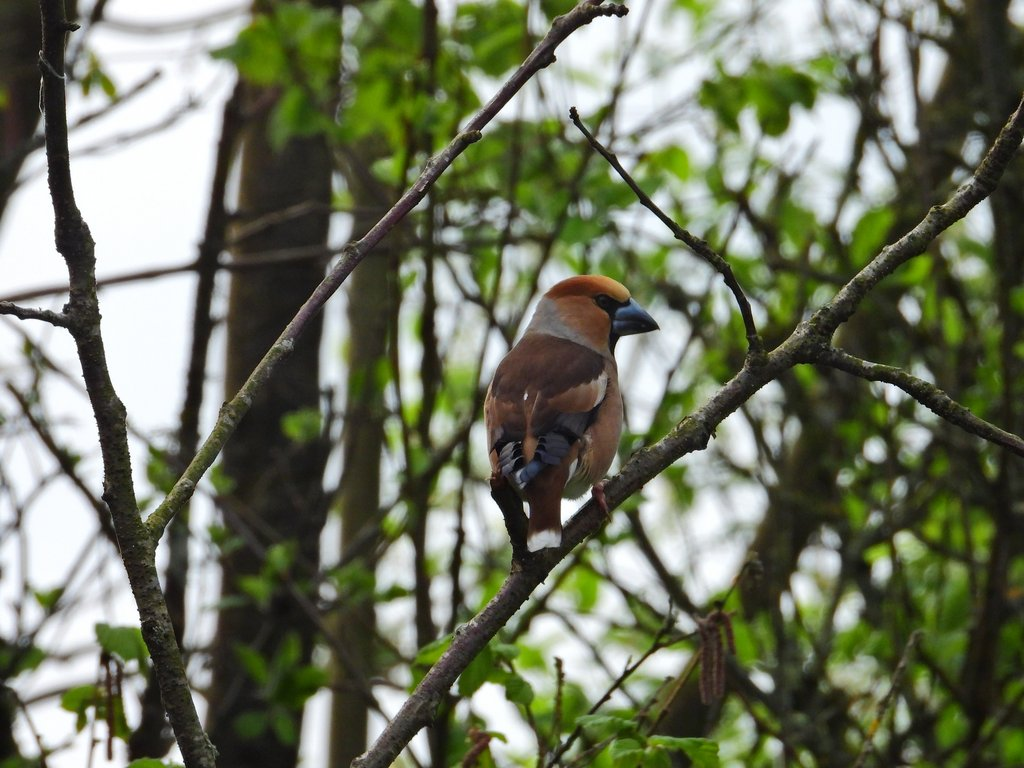
Stenknäck på våren i Skåne

Stenknäcken är en ganska stor och kraftig fink med en kroppslängd på 18–19 centimeter och vikt på cirka 50–60 gram. Den har en mycket kraftig trekantig näbb, stort huvud, tjurnacke och kort stjärt.
Stenknäcken är brun på ovansidan och askgrå med rostbrun anstrykning på undersidan. Stjärten och vingpennorna är svarta, men honan har ett grått stråk längs armpennorna, vilket är enda synliga skillnaden mellan könen. I flykten syns tydligt ett vitt vingband, även på undersidan, på de i övrigt metallglänsande blåsvarta vingarna. På sommaren är näbben blåsvart medan den är benvit eller blekt gulbrun på vintern. På vintern är även fjäderdräkten något mer dämpade i färgerna. Juvenilen har grågult bröst med en grovt mörkfläckad buk.
Runt ögat har stenknäcken en svart "mask". Detta, i kombination med den kraftiga näbben, ger stenknäcken ett bistert utseende.
Lätet är ett explosivt knäppande "zick" , eller "pix", samt ett koltrastlikt dämpat "srri". Sången, som hörs mest på våren, är lågmäld och består av "zick"-anden varierat med knirranden och knarranden i gulsparvsliknande ramsor.

## Utbredning och systematik
Stenknäcken häckar i stora delar av Europa och i de tempererade delar av Asien. De nordliga populationerna är flyttfåglar medan de sydliga är stannfåglar eller strykfåglar.

### Underarter
International Ornithological Congress (IOC) delar in stenknäcken i sex underarter med följande utbredning:
- Coccothraustes coccothraustes coccothraustes – förekommer från England och på norra kontinentala Europa till västra Asien. Övervintrar så långt söderut som norra Afrika.
- Coccothraustes coccothraustes buvryi – förekommer i bergsområden i Marocko, Algeriet och Tunisien
- Coccothraustes coccothraustes nigricans – förekommer från Ukraina till Krimhalvön, Kaspiska havet och norra Iran
- Coccothraustes coccothraustes humii – förekommer från östra Kazakstan till Kirgizistan, Tadzjikistan och västra Afghanistan
- Coccothraustes coccothraustes chulpini – förekommer i sydöstra Sibirien, nordöstra Kina och Korea
- Coccothraustes coccothraustes japonicus –	förekommer i Sakhalin, Hokkaido och norra Honshu; övervintrar till östra Kina och Boninöarna

I verket Handbook of Western Palearctic Birds (Shirihai & Svensson 2018) inkluderas ’’nigricans’’ i nominatformen. Även svenska BirdLife Sverige följer denna indelning. Clements m.fl. inkluderar istället underarten chulpini i humii.
Tillfälligt har stenknäcken påträffats i USA, Färöarna, Irland och på Grönland.

### Förekomst i Sverige
I Sverige förekommer den mest i södra och mellersta delen och tidigare även där sparsamt, men har på senare tid ökat i antal och häckar allt längre norrut. Idag utgör nordgränsen en linje från södra Värmland via södra Dalarna till norra Uppland. Lokalt häckar den även utmed Norrlandskusten norrut till Norrbotten.

### Släktskap
Stenknäcken delade tidigare, och i viss mån fortfarande, släkte med de amerikanska arterna aftonstenknäck och svarthuvad stenknäck. Dock visar genetiska studier att de inte är varandras närmaste släktingar. Istället står stenknäcken närmare maskstenknäckarna i Eophona. Numera förs därför stenknäcken som ensam art till Coccothraustes, medan de amerikanska arterna lyfts ut till ett eget släkte, Hesperiphona. Stenknäckarna utgör systergrupp till resten av familjen finkar bortsett från släktena Fringilla med arterna bofink, bergfink och de båda kanariska blåfinkarna samt de neotropiska arterna i Euphonia och Chlorophonia.

## Ekologi
Stenknäcken blir könsmogen efter ett år. Under häckningsperioden förekommer den i löv- och blandskog, parker och fruktträdsodlingar. På hösten äter den mycket gärna kärnor av körsbär. Dessutom förtär den kärnor av rönnbär, oxelbär och dylikt samt olika sorters frön.

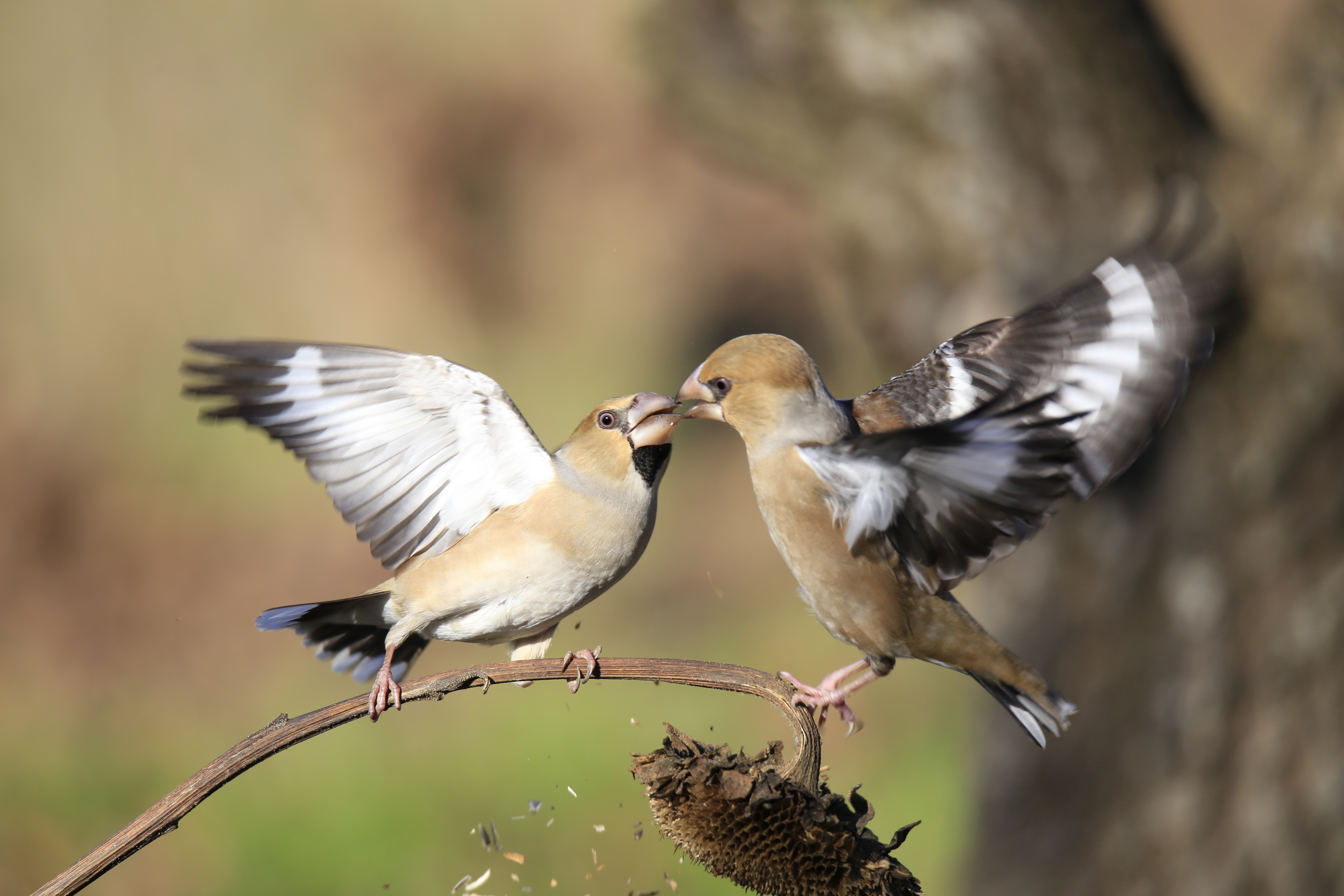
Stenknäckar som kämpar om maten.

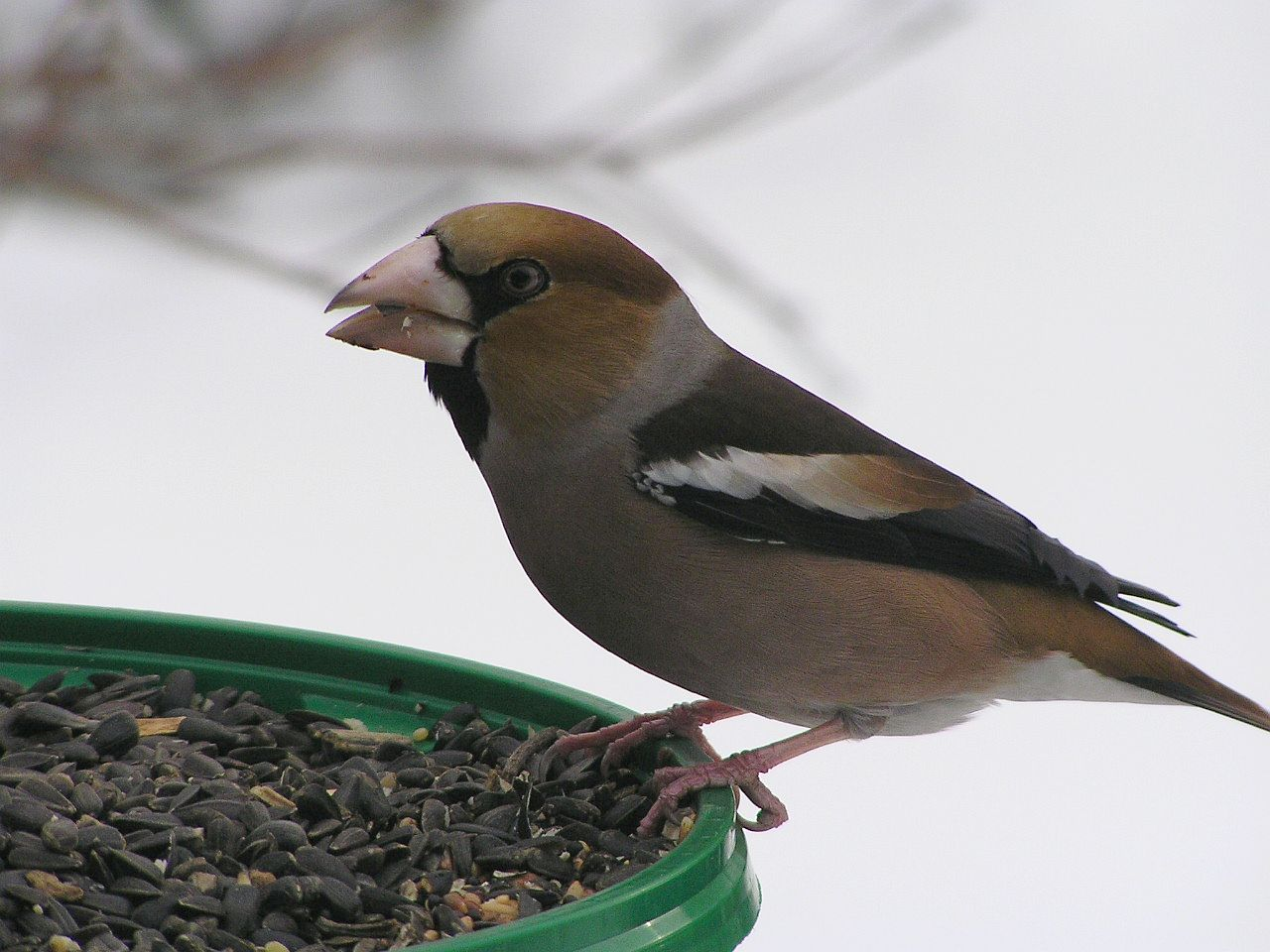
Stenknäck besöker gärna fågelmatare på vintern.

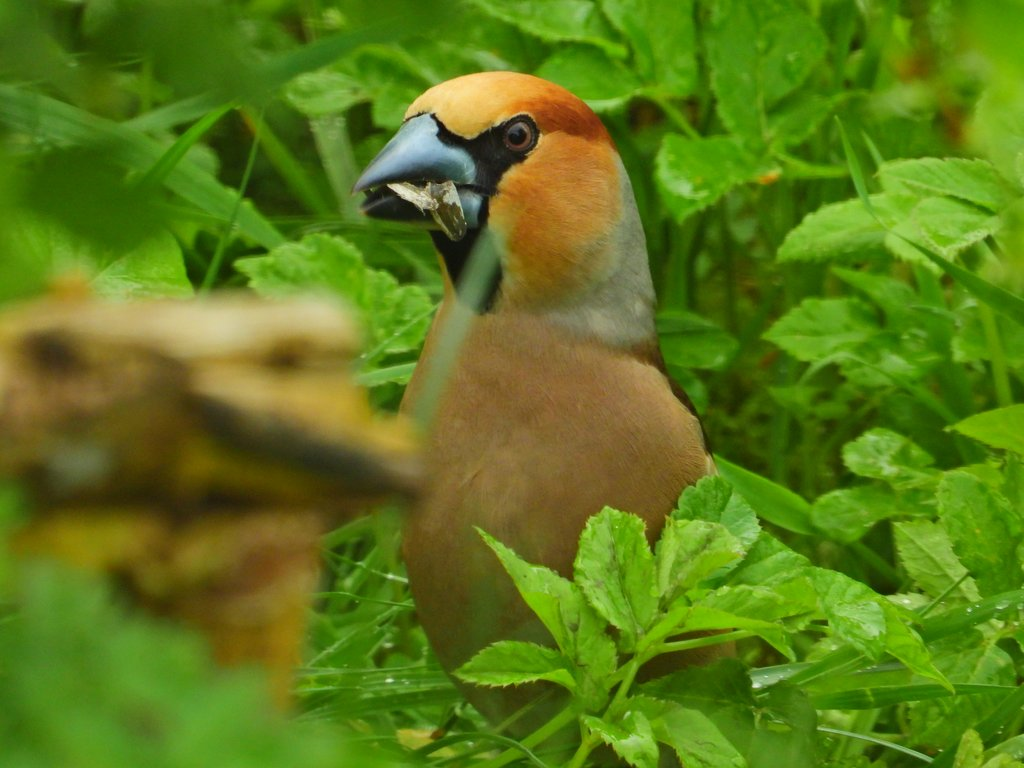
Stenknäck på våren

Boet byggs i en klyka mellan några grenar, vanligen högt upp i ett lövträd, och är konstfärdigt sammanflätat av riskvistar samt invändigt fodrat med fina rötter, ull och hår. Honan lägger tre till sex ljusblå ägg. Äggen ruvas i 13 till 14 dagar, huvudsakligen av honan. Båda föräldrarna utfodrar ungfåglarna. 

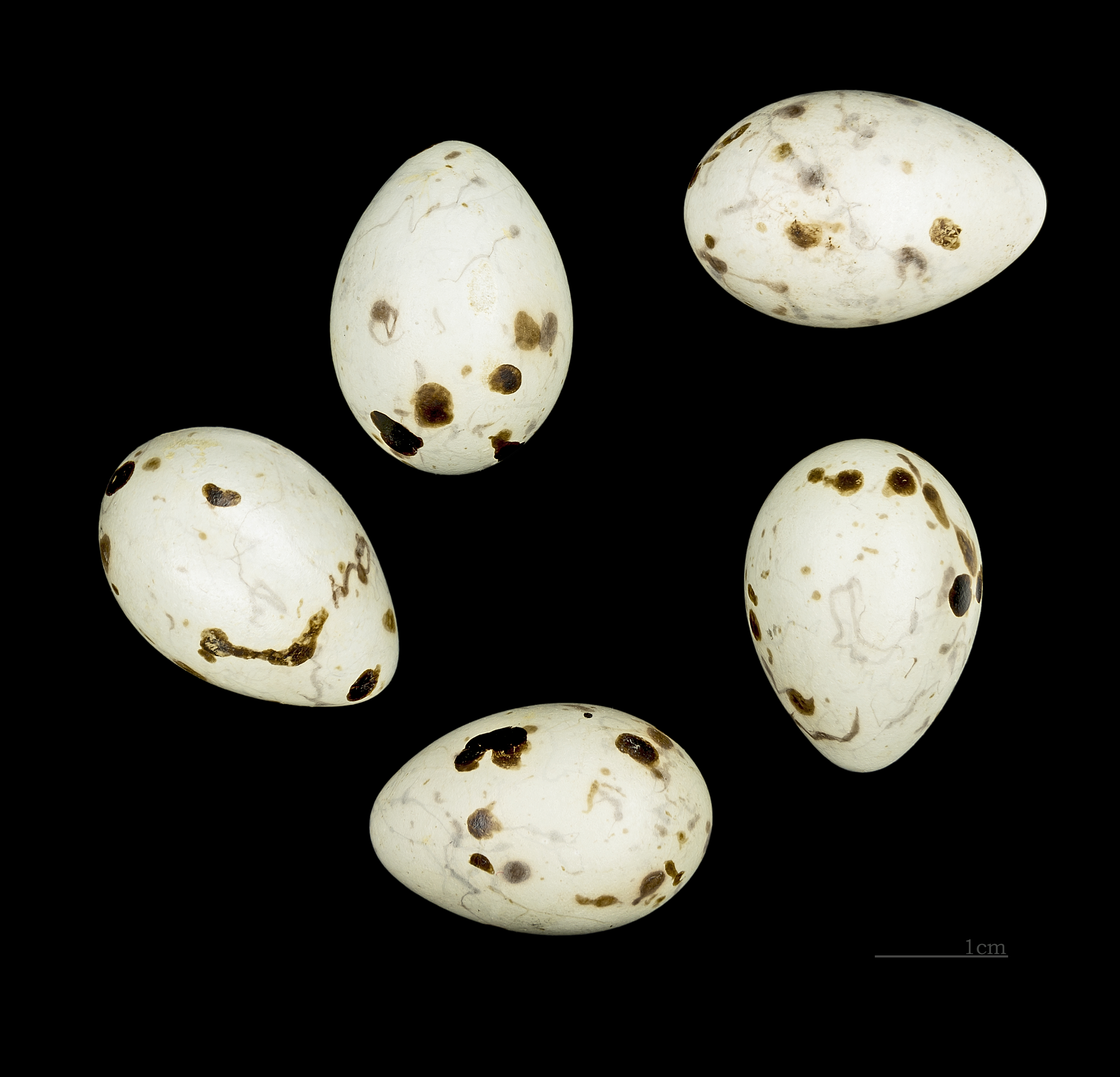
Ägg av stenknäck.

## Status och hot
Stenknäcken har ett mycket stort utbredningsområde och en mycket stor global population. Världspopulationen uppskattas till mellan 14,6 och 24,2 miljoner adulta individer. Utvecklingstrenden beräknas vara i ökande globalt, samt även specifikt i Europa. Utifrån detta kategoriserar IUCN stenknäcken globalt som livskraftig (LC).
Inga substantiella hot mot arten har konstaterats, åtminstone inte inom Europa. Nedgångar i populationen i vissa länder kan möjligen kopplas till avverkning av lövskog och nedmontering av gamla fruktträdgårdar samt ökad predation.

### Status i Sverige
Även i Sverige anses arten vara livskraftig och ökar i antal. Fram till 1970-talet var stenknäcken en ganska ovanlig fågel som ansågs knuten till körsbär och avenbok, med ett kärnområde i körsbärsrika platåbergslandskapet i centrala Västergötland. Idag är den både vanligare och mer vida spridd, särskilt talrik i lövrika områden i Skåne, södra och östra Småland, Blekinge, centrala Västergötland, Öland och i Mälarlandskapen. På Gotland är den dock sparsammare. Sveriges bestånd har senast uppskattats till 17 000 par (2012), men arten är svårinventerad och siffran kan vara större.

## Taxonomi och namn
Carl von Linné beskrev arten 1758 som Loxia coccothraustes i tionde upplagan av Systema naturae. Dess vetenskapliga artnamn (och numera även släktesnamn) coccothraustes kommer av "Kokkothraustes", en oidentifierad fågel som listades av Hesychius av Alexandria, författare till det viktigaste grekiska lexikonet som är känt från antiken. Namnet betyder "frökrossare" på grekiska, av kokkos ("frö") och thrauo ("att bryta", "att krossa").